# (73425) 2002 LJ41
(73425) 2002 LJ41 – planetoida z pasa głównego asteroid okrążająca Słońce w ciągu 3,83 lat w średniej odległości 2,45 j.a. Odkryta 10 czerwca 2002 roku.